# 9273 Schloerb
9273 Schloerb este un asteroid din centura principală, descoperit pe 22 august 1979, de Claes Lagerkvist.